# Lajos Balthazár
Lajos Balthazár (Budapest, 30 giugno 1921 – Budapest, 1º febbraio 1995) è stato uno schermidore ungherese, vincitore di una medaglia d'argento nella scherma ai giochi olimpici.